# Ҋ
Ҋ ҋ — кирилична літера, утворена від И. Вживається в кільдинській саамській мові, де займає 14-ту позицію. Позначає звук /ç/.
Іноді замість Ҋ вживають Ј.